# Kepler-23b
Kepler-23b es un exoplaneta que orbita a la estrella Kepler-23, localizada en la constelación de Cygnus. Fue descubierto por el Telescopio Espacial Kepler en enero de 2012.
El planeta es más grande que la Tierra, y su órbita está más cercana a su estrella. Su período orbital es de 7,1 días y presenta un semieje mayor de 0,099 UA, apenas un 10% del de la Tierra.